# Der Nachtigallenkäfig
Der Nachtigallenkäfig (Originaltitel La Cage aux rossignols) ist ein französischer Spielfilm von 1945 unter der Regie von Jean Dréville. Erzählt wird die Geschichte eines jungen Lehrers, der den Waisenknaben an einer autoritär geführten Internatsschule mit Liebe und Verständnis begegnet und ihr Vertrauen auch mit Hilfe der Musik gewinnen kann. Das Drehbuch von René Wheeler und Noël-Noël basiert auf der Originalgeschichte von Georges Chaperot.
2004 verfilmte Christophe Barratier die Geschichte ebenfalls und gab ihr den Titel Die Kinder des Monsieur Mathieu.

## Handlung
Der Schriftsteller Clément Mathieu erinnert sich zurück an die Zeit, als niemand seinen Roman „Der Nachtigallenkäfig“ verlegen wollte. Gemeinsam mit seinem Freund Raymond war es ihm seinerzeit gelungen, doch noch einen Weg zu finden, an dessen Ende die Veröffentlichung der Geschichte seines Lebens stand. Den treuen Freund kostete es damals seine Stellung bei der Zeitung, dass er Mathieus Roman durch eine gewollte Verwechslung in der Zeitung lancierte. Der Roman selbst schlug bei den Lesern sensationell gut ein und wurde ein großer Erfolg. Die Geschichte beginnt damit, dass Mathieu als junger Lehrer an eine Internatsschule für Waisenjungen versetzt wird, in der die Kinder hart angefasst werden und unerbittliche Strenge die Maxime ist. Mathieu hat eine andere Vorstellung von dem Beruf eines Erziehers und begegnet den Knaben mit Verständnis und Güte. Nach und nach gelingt es ihm, das Vertrauen der misstrauischen Kinder zu gewinnen, wobei die Musik eine wesentliche Rolle spielt. Mathieu hat das Potential einiger besonders begabter Jungen erkannt und gründet einen Chor, der das Selbstwertgefühl der Knaben hebt und schon bald sehr erfolgreich ist. Als Mathieu durch einen seiner Schüler Martine kennenlernt, verliebt er sich in sie, und die junge Frau erwidert seine Liebe.
Dann jedoch passiert etwas, was seinem Leben eine andere Richtung gibt. Als Mathieu mit den ihm anvertrauten Kindern einen Ausflug macht, bricht ein Brand im Internat aus und zerstört dieses. Obwohl es ein glücklicher Zufall ist, dass Mathieu mit den Knaben unterwegs war, da so keines der Kinder Schaden nimmt, führt dieser Ausflug dazu, dass man Mathieu nachweisen kann, dass er ohne Vorlage einer Erlaubnis etwas mit den Kindern unternommen hat. Da seine unkonventionellen Methoden einigen der autoritären Lehrer ohnehin ein Dorn im Auge sind, führt das dazu, dass Mathieu die Anstalt und damit die Kinder und seinen Chor verlassen muss. Aus dieser Verzweiflung heraus findet er mit Martines Hilfe die Kraft, in seinem Werk „Der Nachtigallenkäfig“ das Erlebte zu verarbeiten.
Und als Martine und er heiraten, singen seine ehemaligen Zöglinge in der Kirche, was für Mathieu ein ganz besonderes Geschenk ist.

## Hintergrund
Der Film hatte in Frankreich am 6. September 1945 Premiere. In Deutschland lief er 1947 an, in Österreich am 21. März 1947. In den USA hatte er am 2. April 1947 in New York Premiere unter dem Titel A Cage of Nightingales.
Die hier erzählte Geschichte beruht auf Aufzeichnungen, die das Team in Ker Goat, wo gearbeitet wurde, skizzierte, um festzustellen, welche Auswirkungen Chorgesang und innovative Lehrmethoden auf die Entwicklung von verhaltensauffälligen Kindern haben können. Jean Drévilles Film Der Nachtigallenkäfig bildet die Vorlage für Christophe Barratiers mehrfach ausgezeichneten Film Die Kinder des Monsieur Mathieu. Barratier erzählte in einem Interview, als er danach gefragt wurde, wieso er für seinen ersten Spielfilm Drévilles Vorlage aus dem Jahr 1945 gewählt habe, dass er diesen Film im Alter von sieben oder acht Jahren im Fernsehen gesehen habe und davon „tief bewegt“ gewesen sei. Er meinte, auch wenn der Film heutzutage weitgehend in Vergessenheit geraten sei, habe „sein Charme doch überlebt.“ Und da dieser Film seinerzeit im französischen Kino auch nicht mit „Lobgesängen“ überhäuft worden sei, habe er eine Adaption gewagt. Er hob noch hervor, dass die „lebhaftesten Erinnerungen, die ihn geprägt hätten, die Emotionen“ gewesen seien, die bei ihm „durch die Stimmen der Kinder ausgelöst“ worden seien.
In „Das goldene Zeitalter des französischen Kinos“ weist Julien Morvan auf die große Ähnlichkeit zwischen Der Nachtigallenkäfig und Le Pion (Ein Pauker zum Verlieben, 1978, Regie: Christian Gion) hin, als Plagiat oder Hommage. Denn auch in Le Pion eckt der junge Aushilfslehrer Bertrand (Henri Guybet) mit seinen verständnisvollen und zu laschen Erziehungsmethoden bei der Schulleitung an. Auch er schreibt einen Roman über seine Arbeit als „Pion“ (Der Aushilfslehrer) und wird von Dominique (Claude Jade), der jungen Mutter des Halbwaisen Michel dazu ermutigt, diesen Roman zu schreiben. Er gewinnt am Ende mit dem Roman den Prix Goncourt und heiratet Dominique im Beisein aller seiner Schüler.

## Kritiken
Das Lexikon des internationalen Films befand, dass die Geschichte des Films „in Form einer Biografie lebhaft erzählt, teilweise amüsant und mit ernsthaftem Anliegen“ sei.
Bei Spiegel Online ist nachzulesen (entnommen Spiegel 5/1947), es könne sich um eine „Lesebuchgeschichte“ handeln, sei aber keine. Psychologisch sei alles ganz richtig. Es sei auch keine soziale Anklage. Es sei einfach nur so, dass es so etwas gäbe und fährt fort […]: „So ganz nebenbei [sei] hier ein kleines filmisches Meisterwerk entstanden. Ganz unaufdringlich, ohne Gehabe, einfach schön.“

## Auszeichnungen
Auf der Oscarverleihung 1948 waren Georges Chaperot und René Wheeler in der Kategorie „Beste Originalgeschichte“ für einen Oscar nominiert, mussten sich jedoch Valentine Davies geschlagen geben, der den Oscar für seinen Weihnachtsfilm Das Wunder von Manhattan (Miracle on 34th Street) erhielt.